# Win/V
Win/Vは、C・F・Computingによって開発された、英語版Windowsまたはその互換環境で日本語Windowsアプリケーション、日本語Windows用かな漢字変換(IME)、漢字TrueType/WIFEフォントを使用可能にする環境ソフトウェアである。1994年にソフトバンク株式会社より、3.5インチフロッピーディスク付き書籍『Inside Win/V』として出版された。

## 概要
Windows for Workgroups 3.1/3.11のように日本語バージョンの存在しないWindowsや、日本語Windowsをインストールすることが不可能な環境（OmniBookのROM版Windowsなど）でも日本語を使用することが可能となる。また日本語版Windowsよりも少ないリソースで快適に動作した。
反面、DOSプロンプトは英語環境のみ、全角（日本語）ファイル名・ディレクトリ名の使用には一部制限があるなど、固有の制約事項も存在していた。
後継ソフトとして、当時開発中であったChicago（後のWindows 95）に対応したChicago/Vの開発が進められていたが、商品化には至らなかった。

## 動作環境
Win/Vが公式にサポートしていたWindowsとその互換環境は次の通りであった。
- Microsoft Windows Version 3.1/3.11
- HP OmniBook/ROM版 Windows 3.1（RAM 4MB以上）
- Microsoft Windows for Workgrups Version 3.1/3.11
- OS/2 3.1
- OS/2 2.1 for Windows
- NEXTSTEP 3.2/Soft PC + Windows
- SCO Unix/Windows セッション
- iRMX for Windows

※Windows NT/16bit SubSystem、WABIでは動作せず、サポート対象外